# ET聚场

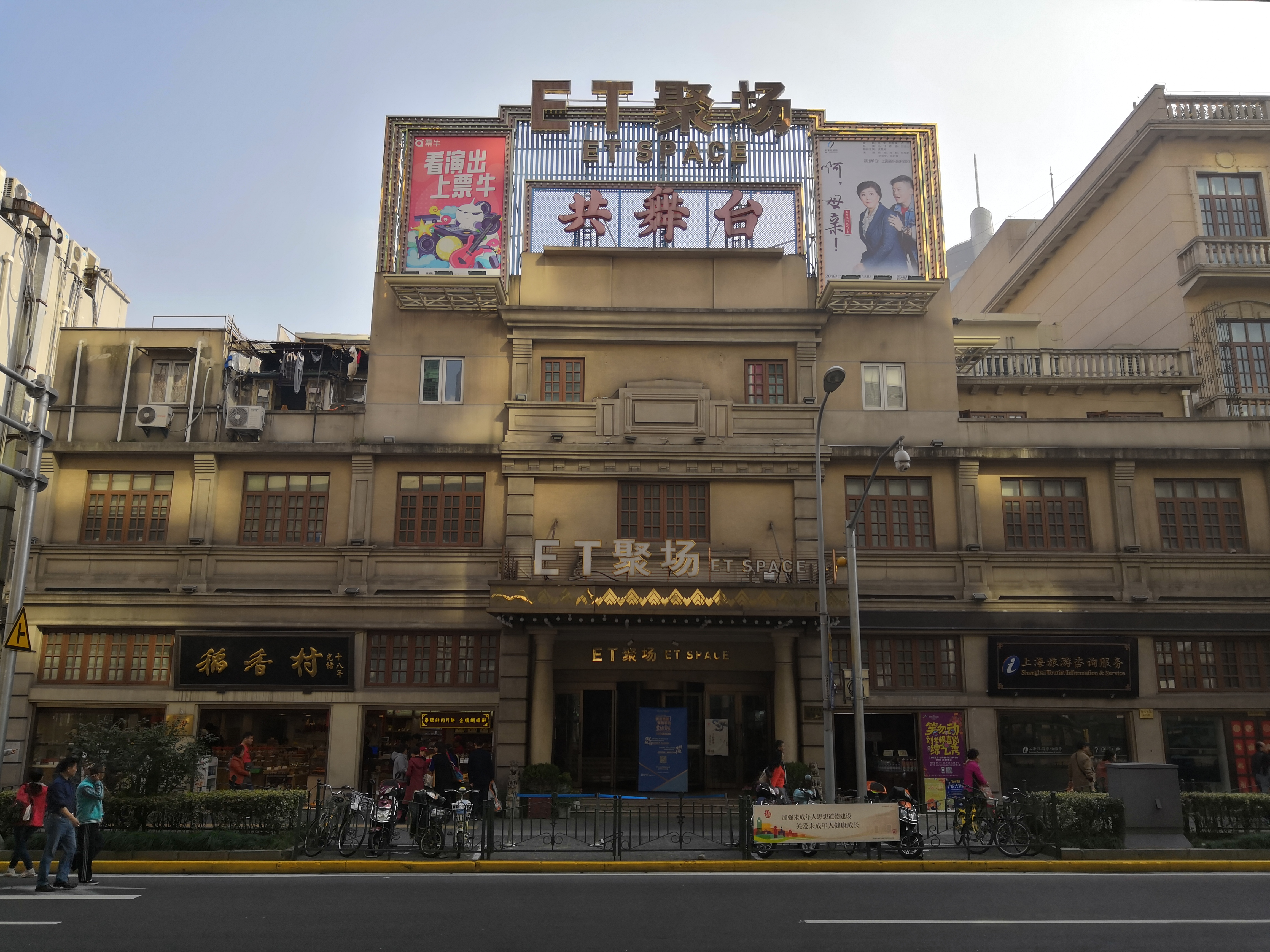
ET聚场（2018年）

ET聚场（英語：ET SPACE）是位于上海市黄浦区延安东路的一座剧场，前身为上海共舞台。

## 历史
1918年，黄楚九创办大世界游乐场，并在其中附设大京班。1930年，黄楚九将其划出、独立经营。其地处原大世界游乐场大门，在剧场建成后大世界大门便被移至敏体尼荫路（今西藏南路）、爱多亚路（今延安东路）转角处。剧场开张后聘“小活猴”郑法祥为后台经理并出演连台本戏《西游记》，并因此将舞台命名为齐天舞台。
1931年黄楚九逝世后由黄金荣接手，更名荣记共舞台，其中“共舞台”取男女公演之意。其时共舞台与天蟾舞台、文明大舞台、中国大戏院并称沪上四大京剧舞台，程砚秋、谭鑫培、王瑶卿、金仲仁、郝寿臣、杨小楼、萧长华等众多名伶都曾在此演出。1936年卓别林与未婚妻宝莲·高黛到上海旅行之时，其好友梅兰芳曾带他们一同前往共舞台观看了京剧《火烧红莲寺》。
中华人民共和国成立之后，共舞台于1954年被上海市文化局接管。同年组建共舞台京剧团，并于1956年更名为新华京剧团。1966年共舞台改名为延安剧场，后于1986年恢复原名。
2012年，共舞台成为了上海东方娱乐传媒集团旗下的专属剧场，并更名为ET聚场，其中“ET”取自东方娱乐英文名中的。ET聚场由东方娱乐旗下的欢聚一堂文化传媒有限公司经营管理，定位为中国首家全感交互体验剧场。